# Eva-Maria Fahmüller
Eva-Maria Fahmüller (geb. vor 1999) ist eine deutsche Dramaturgin.

## Leben
Dr. Eva-Maria Fahmüller studierte Germanistik und Philosophie in Marburg und Berlin. Nach der Promotion 1999 über postmoderne Strömungen in der deutschen Literatur um 1990 schloss sie 2005 ihre Ausbildung zum Script Consultant an der Master School Drehbuch in Berlin ab.
2000 bis 2006 war Fahmüller als Lektorin und Dramaturgin für die action concept Film- und Stuntproduktion GmbH in Hürth tätig. 2001 bis 2003 war sie leitende Dramaturgin der Stoffentwicklung Berlin von action concept. Sie beriet und berät als Dramaturgin für Film & TV Produktionsfirmen wie action concept, Kinderfilm, Drife, Ostlicht, Looks Film & TV, tellfilm und andere sowie zahlreiche Autorinnen und Autoren.
Seit 2006 ist sie auch als Dozentin tätig – so an der Master School Drehbuch, am Filmhaus Babelsberg und an der Filmuniversität Babelsberg „Konrad Wolf“ (2013 bis 2019). Sie war Mentorin für das Filmnetzwerk Berlin der dffb (2018/2019) und an der Zürcher Hochschule der Künste (2020). Seit 2009 ist sie mit Thomas Schrader Inhaberin der Master School Drehbuch.
Fahmüller war von 2008 bis 2016 stellvertretende und von 2016 bis 2022 Vorstandsvorsitzende von VeDRA, dem Verband für Film- und Fernsehdramaturgie e.V. Sie ist Mitveranstalterin der Tagung FilmStoffEntwicklung, für die sie u. a. die Gesprächsreihe Neue Dramaturgien verantwortet. 2014 sowie 2017 bis 2020 war sie Mitglied der BKM-Jury für den Deutschen Drehbuchpreis.
Zeitgemäße dramaturgische Themen erforscht sie in Vorträgen, Veranstaltungen und Essays. So beschäftigt sie sich mit dem Erzählraum und der Entwicklung einer ‚Welt der Geschichte‘. In ihrem Buch Neue Dramaturgien (Berlin 2017) prägte sie den Begriff „world-driven“ für Filme und Serien, bei denen der Erzählraum inklusive aller sich darin befindender Elemente und ihrer Beziehungen die Dramaturgie maßgeblich bestimmt. Sie schreibt über aktuelle Seriendramaturgie und den Einfluss der Globalisierung und Digitalisierung auf unser Verständnis von Geschichten. Außerdem untersucht sie die Darstellung psychischer Störungen in Film und Fernsehen.

## Werke
- WORLD-DRIVEN! Die Welt der Geschichte in die Stoffentwicklung miteinbeziehen. In: Wendepunkt (Ausgabe 48). Verband für Film- und Fernsehdramaturgie e.V. (VeDRA), November 2020, S. 5ff.[2]
- Für eine neue Vielfalt. Aus einem Vortrag anlässlich des Auftakt-Workshops „Netzwerk Drehbuchforschung“ am 22.11.2019. In: Wendepunkt (Ausgabe 46). Verband für Film- und Fernsehdramaturgie e.V. (VeDRA), Februar 2020, S. 3ff.[3]
- Realismus und Fernsehen. Über die künstliche Wiedergabe des Lebens. In: Wendepunkt (Ausgabe 40). Verband für Film- und Fernsehdramaturgie e.V. (VeDRA), Februar 2018, S. 15ff.[4]
- Neue Dramaturgien. Zwischen Monomythos, Storyworld und Serienboom. Master School Drehbuch e.K., Berlin 2017, ISBN 978-3-946930-00-6.
- Erzählmuster über psychisch Kranke in Kino- und Fernsehfilmen. In: Nahlah Saimeh (Hrsg.): Straftäter behandeln. Therapie, Intervention und Prognostik in der Forensischen. MWV Medizinisch Wissenschaftliche Verlagsgesellschaft, Berlin 2016, ISBN 978-3-95466-228-9.
- Der Versuch. Drehbuchschreiben und dramaturgische Beratung für Film und Fernsehen. In: Verena Hepperle, Oliver Ruf, Christof Hamann (Hrsg.): Wie aus Theorie Praxis wird. Berufe für Germanisten in Medien, Kultur und Wissenschaft. edition text + kritik, München 2016, ISBN 978-3-86916-473-1.
- Geniale Psychopathen, labile Kommissare. Figuren mit psychischen Störungen im aktuellen deutschen Krimi. Master School Drehbuch e.K., Berlin 2014, ISBN 978-3-946930-03-7.
- Das Spiel mit Form und Figur. Zur Dramaturgie von Inglourious Basterds. In: Christine Lang, Kerstin Stutterheim (Hrsg.): Come and play with us. Dramaturgie und Ästhetik im postmodernen Kino. Marburg 2013, ISBN 978-3-89472-851-9.
- Postmoderne Veränderungen – Zur deutschen Erzählkunst um 1990. iudicium Verlag, München 1999, ISBN 978-3-89129-447-5.